# کاتیا سرا
کاتیا سرا (انگلیسی: Katia Serra؛ زادهٔ ۵ آوریل ۱۹۷۳) بازیکن فوتبال اهل ایتالیا است.
وی همچنین در تیم ملی فوتبال Italy بازی کرده‌است.